# Trichrous bicolor
Trichrous bicolor là một loài bọ cánh cứng trong họ Cerambycidae.